# Volná logika
Volná logika je logický systém, který na rozdíl od klasické logiky připouští jako model určité teorie  i prázdnou množinu a připouští, aby jmenný symbol neoznačoval žádné individuum.
Proto je volná logika ostře slabší než klasická logika - množina dokazatelných formulí ve volné logice je podmnožinou dokazatelných formulí v klasické logice. Tedy ve volné logice nemůžeme dokázat vše, co v klasické logice.